# 青山忠朝
青山 忠朝（あおやま ただとも）は、江戸時代中期の大名・大坂城代。丹波国亀山藩3代藩主、丹波篠山藩初代藩主。官位は従四位下・因幡守。青山家宗家15代。

## 生涯
宝永5年（1708年）、摂津国尼崎藩3代藩主・青山幸督の次男として誕生した。
享保15年（1730年）、本家である丹波亀山藩の2代藩主・青山俊春が嗣子なく没したため、養子に入る。同年、従五位下・伯耆守に叙任された。延享元年（1744年）に奏者番となり、延享3年（1746年）、因幡守に叙せられる。
寛延元年（1748年）8月3日、松平信岑と入れ替わる形で丹波篠山藩に転封、同日寺社奉行に任ぜられた。
宝暦8年（1758年）に従四位下に昇叙。同年11月28日、大坂城代となる。
宝暦10年（1760年）、死去。享年53。跡を養子の忠高が継いだ。

## 系譜
- 父：青山幸督（1665年 - 1710年）
- 母：角田氏
- 養父：青山俊春（1700年 - 1730年）
- 正室：榊原政邦娘
- 養子
  - 男子：青山忠高（1734年 - 1816年） - 青山幸秀の七男